# Crise haïtienne de 2004
Le coup d'État de 2004 en Haïti désigne les événements qui aboutissent à la destitution du président Jean-Bertrand Aristide. Le 29 février 2004, le président est contraint de quitter le pays à bord d'un avion américain escorté par le personnel de sécurité de l'armée américaine. À la suite de cela, des forces militaires américaines puis françaises et internationales prennent le contrôle du pays dans le cadre de la mission des Nations unies pour la stabilisation en Haïti. L'économiste libéral et ancien employé de l'ONU domicilié aux États-Unis Gérard Latortue accède à la primature le 12 mars 2004.

## Contexte politique
Le président Aristide est réélu lors de l'élection présidentielle haïtienne de 2000 dès le premier tour avec officiellement 91,7 % des suffrages et un taux de participation de 60 %. Toutefois l'élection est controversée et certaines instances internationales avancent un chiffre de participation bien moindre, estimé à 10 % selon l'ONU. La Coalition nationale pour les droits des Haïtiens (CNDH), financée par l'Agence canadienne de développement international (ACDI), dénonça les irrégularités lors de cette élection présidentielle, notamment dans les retards dans la distribution des cartes d'identité des électeurs. La campagne électorale qui précède est marquée par l'omniprésence du parti d'Aristide Fanmi Lavalas, des appels au boycott de la part de l'opposition et de nombreux assassinats et actes d'intimidation de toutes parts.
Les partisans d'Aristide affirmèrent que l'opposition boycottait l'élection comme un stratagème afin de discréditer cette consultation électorale. Le parti présidentiel triomphe également aux élections générales.
Les Nations européennes suspendirent l'aide de gouvernement à gouvernement à Haïti. Haïti n'avait pas reçu l'aide de la Banque mondiale et de la Banque interaméricaine de développement depuis plusieurs années. Le Congrès américain avait interdit que toute aide américaine soit acheminée pour le gouvernement haïtien. Les États-Unis n'acceptent pas l'orientation nationaliste d'Aristide et ses entraves sur les projets financiers et économiques américains visant Haïti.
En 2001, à Durban, à l'initiative du secrétaire général des Nations unies Kofi Annan, a lieu la première conférence mondiale contre le racisme. Aristide, dans un discours « virulent, accueilli par l'ovation des délégués latino-américains, asiatiques et africains », a réclamé que la France paie (ou rembourse) à Haïti plus de 21 milliards de dollars, ce qui selon lui, était l'équivalent en argent d'aujourd'hui des 150 millions de francs-or, plus les intérêts, que la jeune République d'Haïti avait été contrainte de payer à l'ancien colonisateur français, après avoir gagné son indépendance lors de la Révolution haïtienne de 1804. La délégation française a refusé. Dans son ouvrage « Le capitalisme expliqué à ma petite-fille (en espérant qu'elle en verra la fin) », Jean Ziegler affirme que « beaucoup de Haïtiens sont persuadés que le coup a été organisé par les services secrets français ». L'ambassadeur de la France à Haïti à cette époque a déclaré en 2022 que la France et les États-Unis avaient effectivement orchestré le coup contre Aristide, "probablement un peu" à cause de sa demande de réparations à la France. Cette affirmation a été contestée par l'ambassadeur des États-Unis à Haïti à cette époque.
Aristide oriente sa politique vers la classe dirigeante[réf. nécessaire], même s'il tente quelques timides réformes. Il durcit également son pouvoir, qui devient de plus en plus autoritaire, notamment en s'appuyant sur les « chimères », des hommes de main qui terrorisent la population. Après plusieurs mois de manifestations populaires et de pressions exercées par la communauté internationale, plus particulièrement par la France et les États-Unis, Aristide est obligé, le 29 février 2004, de quitter le pays par un commando des forces spéciales des États-Unis.
Les 31 janvier et 1er février 2003, à l'initiative du Canada, s'était tenue, à Ottawa et à Montréal, une conférence internationale sur Haïti. Cette réunion avait regroupé les diplomates américains, canadiens, français et latino-américains. Elle visait à décider de l'avenir du gouvernement d'Haïti. Aucun représentant du gouvernement haïtien n'avait été invité. La possibilité du départ d'Aristide avait été envisagée, ainsi que la nécessité d'une mise sous tutelle potentielle d'Haïti, et le retour des militaires encadrés par une force de stabilisation internationale.
Elle intervient juste une semaine après que le premier ministre canadien, Jean Chrétien, ait refusé la guerre d'invasion en Irak.
L'opposition au parti présidentiel regroupée au sein de la Convergence démocratique se joint au Groupe des 184 constitué des élites industrielles et financières d'Haïti et dirigé par l'homme d'affaires et industriel du textile américano-haïtien André Apaid (en), associé au groupe de l'industrie du vêtement canadien Gildan. Celui-ci fabrique des vêtements en Haïti et au Honduras pour les États-Unis. L'objectif du groupe des 184 est alors d'ouvrir Haïti aux capitaux des financiers et banquiers américains. L'USAID et l'Institut républicain international financent cette opposition à hauteur de 1,2 million de dollars. En 2003, une série de fusillades visent les partisans de Fanmi Lavalas dans la région du Bas-Plateau central. A l'international, des gouvernements étrangers dont ceux des États-Unis et du Canada réclament explicitement le départ d'Aristide.
Une commission d'enquête sur Haïti dirigée par l'ancien procureur général des États-Unis, Ramsey Clark, indique que « les gouvernements des États-Unis et de la République dominicaine auraient participé à la fourniture d'armes et à la formation des rebelles haïtiens dans ce pays ». La commission relève que 200 soldats des forces spéciales américaines ont été envoyés en République dominicaine pour participer à des exercices militaires en février 2003. Exercices qui auraient été menés « près de la frontière, précisément dans une zone à partir de laquelle les rebelles lançaient régulièrement des attaques contre les installations de l'État haïtien ».
De nouveau documents sortis en 2021, dans le contexte de l'assassinat du président haïtien Jovenel Moïse, impliquent également le Canada dans ce coup d'État à Haïti, des réunions se sont tenues en 2003 entre le Canada et les États-Unis à Ottawa et Meech Lake, en vue de préparer le coup d'État.

## De la rébellion au coup d'État

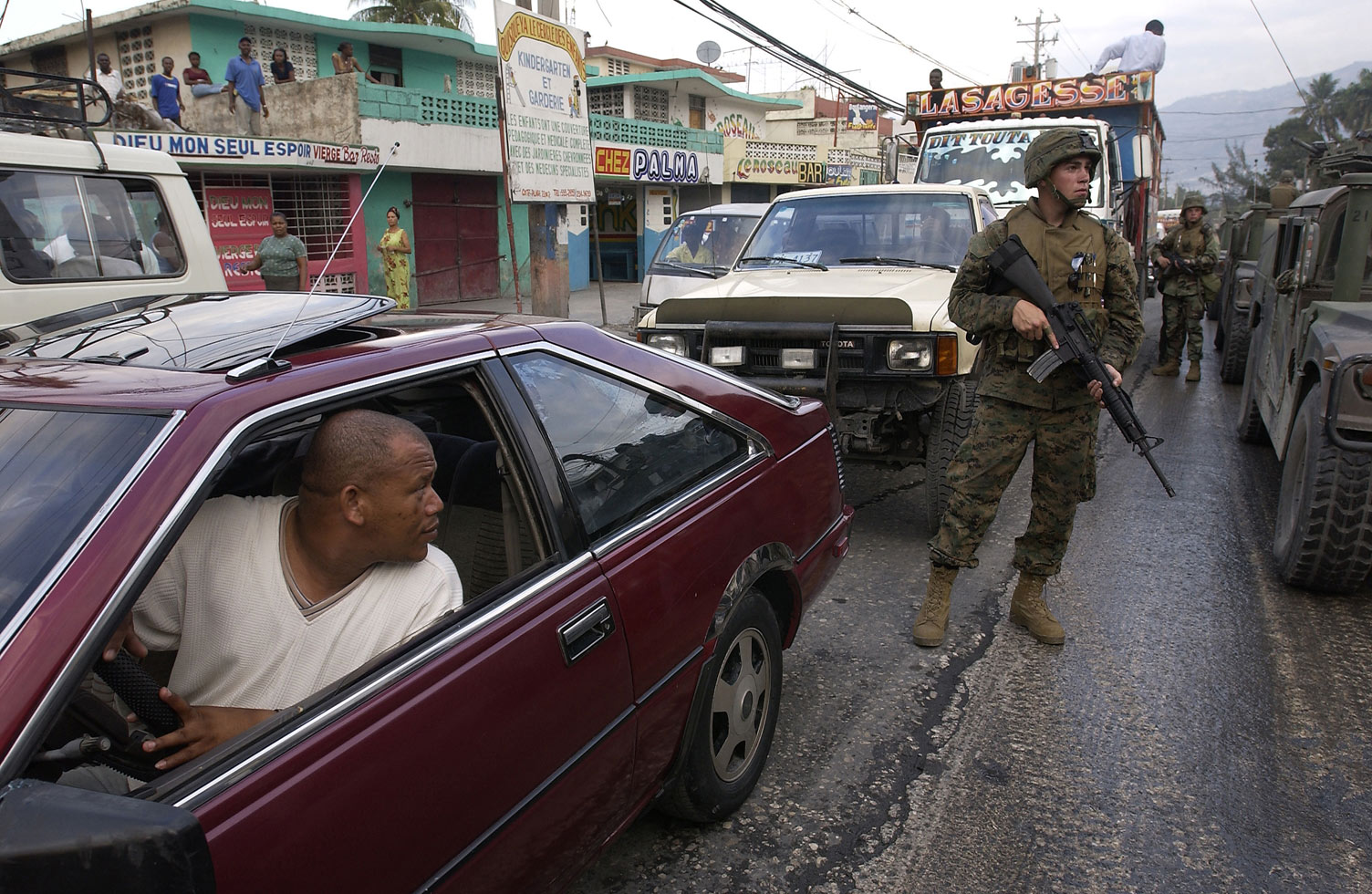
Troupes américaines à Port-au-Prince en 2004.

Le coup d'État de 2004 est l'aboutissement d'une rébellion fomentée contre la présidence d'Aristide. Cette déstabilisation dura plusieurs semaines. Certaines régions d'Haïti étaient aux mains des rebelles, notamment dans le département de l'Artibonite et la ville des Gonaïves.
Le 21 septembre 2003, un responsable rebelle, Amiot Métayer, chef de, l'« Armée cannibale », est découvert mort près de Gonaïves. L'opposition parle d'assassinat politique. Son frère, Buteur Métayer, prend la succession de son frère à la tête de l'Armée cannibale qu'il rebaptise, « Front de Résistance Révolutionnaire de l'Artibonite ». Avec l'extension de cette rébellion anti-Aristide (Après Gonaïves, Cap-Haïtien, Grand Goâve et Saint-Marc tombent aux mains des rebelles), ce mouvement devient en février 2004 le Front pour la Libération et la Reconstruction Nationales et vise le renversement du pouvoir d'Aristide.
Haïti connait depuis le début février une aggravation des tensions entre opposants et partisans du président Jean-Bertrand Aristide. Les affrontements ont fait au moins 70 morts et plusieurs centaines de blessés.
- 1er février, manifestation à Port-au-Prince réclamant la démission du président Aristide.
- 5 février, prise de contrôle de Gonaïves par un groupe d'insurgés.
- 7 février, dans la capitale, manifestation de soutien au président Aristide de plusieurs dizaines de milliers de personnes.
- 10 février, l'opposition politique et la « société civile » regroupées au sein de la plate forme démocratique prennent leurs distances vis-à-vis de l'insurrection armée.
- 16 février, avec le soutien de paramilitaires de l'ex-dictateur Raoul Cédras, les insurgés s'emparent de la ville de Hinche au centre-est du pays.
- 17 février, le ministre français des Affaires étrangères, Dominique de Villepin, appelle la communauté internationale à envisager l'envoi d'une force de paix internationale (proposition refusée par les États-Unis).
- 18 février, les insurgés se dotent d'un commandant en chef Guy Philippe, ancien commissaire de police.
- 20 février, au cours d'une manifestation de l'opposition à Port-au-Prince, des journalistes sont blessés par des partisans armés du président Aristide.
- 21 février, un plan international de règlement de la crise est accepté par le président Aristide, mais l'opposition maintient son exigence de la démission du président.
- 22 février, les insurgés s'emparent de Cap-Haïtien, la deuxième ville du pays.
- 23 février, le départ du président Aristide semble se préciser.

Toutefois, il faut retenir que jusqu'au départ d'Aristide dans la soirée du 28 au 29 février 2004, Port-au-Prince n'a jamais été aux mains des insurgés du Nord.
- 29 février, après deux jours de tensions et de pillage dans la zone portuaire de Port-au-Prince, sous la pression internationale, en particulier des États-Unis[13] et de la France, le président Aristide donne sa démission et quitte le pays. Des marines américains, et des gendarmes parachutistes français sont envoyés sur place. Le président de la Cour de cassation Boniface Alexandre assure l'intérim. Le président des États-Unis demande une résolution de l'ONU pour l'envoi d'une force internationale pour garantir la paix et la sécurité en Haïti, ce qui se concrétisera par la Mission des Nations unies pour la stabilisation en Haïti.

Cette rébellion a abouti à la fin prématurée du deuxième mandat du président Jean-Bertrand Aristide. Le 29 février 2004, le président Aristide quitta Haïti à bord d'un avion américain, accompagné par le personnel de sécurité de l'armée américaine. La controverse demeure quant à l'étendue de l'implication des États-Unis dans le départ d'Aristide et si oui ou non le départ était volontaire. Aristide compare son départ à celui d'un enlèvement.
L'Organisation des Nations unies et le Conseil de sécurité, dont la France est membre permanent, a rejeté un appel le 26 février 2004, de la Communauté des Caraïbes (CARICOM) pour le déploiement des forces de maintien de la paix internationales à Haïti. Mais le Conseil de Sécurité a voté à l'unanimité l'envoi des troupes trois jours plus tard, quelques heures après la démission controversée d'Aristide et son exil d'Haïti vers Bangui en République centrafricaine.

## Conséquences

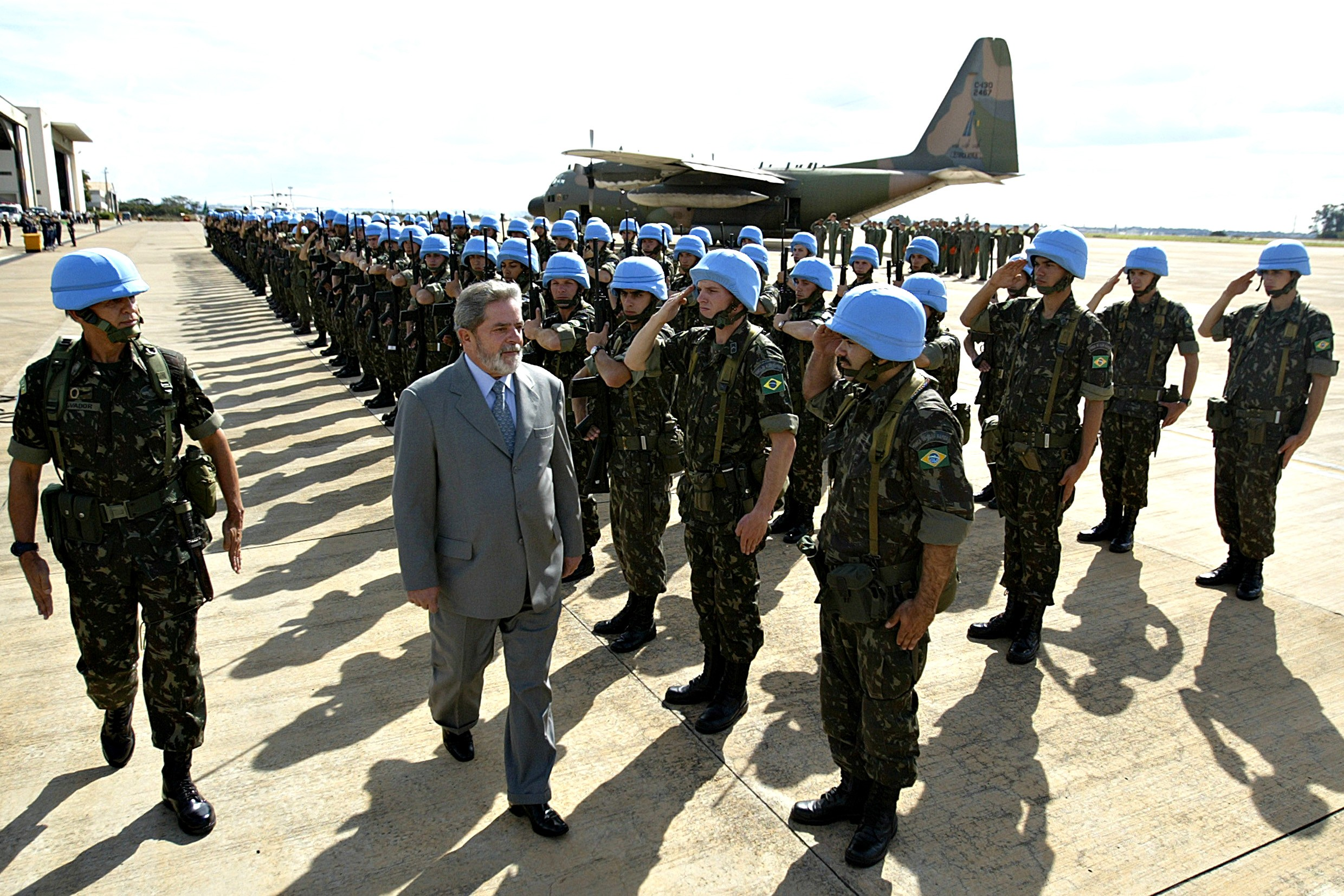
Troupe brésilienne de la MINUSTAH pour Haïti.

Un gouvernement intérimaire dirigé par le Premier ministre Gérard Latortue (ramené des États-Unis) et le président Boniface Alexandre fut installé.
Le 1er mars 2004, la France déploie l'escadron 23/2 de gendarmerie mobile, une compagnie du 33e Rima et une compagnie du 3e REI de la Légion Étrangère pour protéger ses ressortissants et son ambassade.
L'OEA ainsi que l'ONU interviennent alors à Haïti afin de stabiliser le pays. Le Conseil de sécurité a adopté une résolution en ce sens le même jour que la démission de Jean-Bertrand Aristide comme président d'Haïti et de la prestation de serment du président Boniface Alexandre comme président par intérim d'Haïti, conformément à la Constitution d'Haïti. La force responsable de l'ONU, était composée d'un millier de Marines des États-Unis ainsi que des troupes françaises, canadiennes et chiliennes. L'Organisation des Nations unies a indiqué qu'elle allait envoyer une équipe pour évaluer la situation en quelques jours.
Le 1er juin 2004, une mission internationale de paix fut adoptée ainsi que le principe de l'envoi d'une force de paix, la MINUSTAH comprenant un déploiement de 7 000 soldats. Cette force est dirigée par le Brésil et soutenue par l'Argentine, le Chili, la Jordanie, le Maroc, le Népal, le Pérou, les Philippines, l'Espagne, le Sri Lanka et l'Uruguay.